# Jarosław Barów
Jarosław Barów – polski artysta kabaretowy, pianista, kompozytor i aranżer. Współtworzy kabaret „Koń Polski”. Dyrektor muzyczny Letniego Festiwalu Kabaretowego w Koszalinie. Właściciel prywatnego teatru muzycznego Teatr Variete Muza w Koszalinie. Autor muzyki filmowej, telewizyjnej. Twórca musicalu „Raj”.

## Filmografia[1]

### Muzyka
- 1999: Badziewiakowie
- 1999–2008: Święta wojna
- 2000: Skarb sekretarza
- 2002: Jest sprawa...

### Aktor
- 1999: Badziewiakowie
- 2000: Skarb sekretarza
- 2002: Jest sprawa...